# 222 v.Chr.
Het jaar 222 v.Chr. is een jaartal volgens de christelijke jaartelling.

## Gebeurtenissen

### Italië
- Gnaius Cornelius Scipio Calvus en Marcus Claudius Marcellus I zijn consul in Rome.
- Het Romeinse leger onder Marcus Claudius Marcellus, verslaat in Noord-Italië de Gallische stam de Insubres in de slag bij Clastidium.
- Koning Vertomarus van de Insubres wordt tijdens de veldslag gedood.
- De Romeinen veroveren in de Povlakte Mediolanum (huidige Milaan), de hoofdstad van de Insubres.
- Gallia Cisalpina wordt ingelijfd bij de Romeinse Republiek.

### China
- Qin Shi Huangdi verovert de Yan (staat) en de Zhao (staat), hij onderdrukt de guerrilla van de Zhao-strijders.

### Perzië
- Koning Arsaces I van Parthië sticht de onneembare vestingstad Dara, op de berg Apaortenon in Iran.

### Griekenland
- Antigonus III Doson van Macedonië, verslaat het Spartaanse leger op de Peloponnesos in de Slag bij Sellasia (ten noorden van Sparta).
- Het Spartaanse koningshuis der Agiaden wordt afgeschaft, Cleomenes III vlucht naar Egypte.
- Antigonus III laat zich tot alleenheerser van Griekenland uitroepen, de Macedoniërs bezetten Sparta.

## Overleden
- Vertomarus, koning van de Gallische stam de Insubres